# Graft-versus-host disease
La malattia del trapianto contro l'ospite (inglese graft-versus-host disease, da cui la sigla GvHD) è una complicanza medica che segue la ricezione del tessuto trapiantato da una persona geneticamente diversa. La GvHD è comunemente associata al trapianto di cellule staminali (trapianto di midollo osseo), ma il termine si applica anche ad altre forme di innesto tissutale. Le cellule immunitarie (globuli bianchi) nel tessuto donato (l'innesto) riconoscono il destinatario (l'host) come estraneo (nonself). Le cellule immunitarie trapiantate attaccano quindi le cellule del corpo dell'ospite.
La GvHD può verificarsi anche dopo una trasfusione di sangue se i prodotti ematici utilizzati non sono stati irradiati o trattati con un sistema di riduzione degli agenti patogeni approvati.
Mentre il rigetto del trapianto avviene quando l'ospite rifiuta l'innesto, la GvHD si verifica quando l'innesto rifiuta l'host. Il principio sottostante (allo-immunità) è lo stesso, ma i dettagli e il decorso possono differire.
Casi specifici riguardano il trapianto delle cellule staminali periferiche allogeniche e il trapianto di midollo osseo.

## Tipologia
Clinicamente, la graft-versus-host-disease si divide nelle forme acuta e cronica: 
- La forma acuta o fulminante della malattia si osserva nei primi 100 giorni dalla data del trapianto.[2] Essa si manifesta con morte delle cellule epiteliali di cute, fegato e tratto gastrointestinale con sintomi correlati come diarrea, emorragia, ittero ed eruzioni cutanee. Se la morte cellulare è molto estesa, questa GvHD può essere mortale per il paziente trapiantato.
- La forma cronica invece decorre dopo tale periodo. Essa è caratterizzata da fibrosi e atrofia degli stessi organi colpiti anche dalla GvHD acuta, senza evidente morte cellulare acuta. Può inoltre coinvolgere i polmoni causando obliterazione delle vie aeree e può essere fatale se non curata. Si ipotizza che la GvHD cronica sia la risposta fibrotica dell'organismo che tenta di arginare i danni causati dalla GvHD acuta, ma potrebbe anche rappresentare una risposta all'ischemia causata da danni vascolari.

Le distinzioni fra i due tipi comprendono anche altri fattori, non limitandosi a una semplice tempistica della manifestazione.

## Segni e sintomi
Si descrivono in letteratura un danno selettivo al fegato, alla pelle (rash), alla mucosa e al tratto gastrointestinale. La ricerca più recente indica che altri organi sono interessati  ad esempio il midollo osseo e il timo, i polmoni in forma di polmonite immuno-mediata. Alcuni biomarcatori plasmatici, come l'elafina, possono essere usati per ottenere indicazioni prognostiche nei casi di GvHD cutanea.
La malattia cronica, oltre ad attaccare gli organi sopra indicati, a lungo termine può anche causare danni al tessuto connettivo e alle ghiandole esocrine.

## Patogenesi
Le citochine attivano le cellule APC della persona che ospita l'organo o il tessuto, ed esaltano il riconoscimento di MHC-I e MHC-II, comportando un coinvolgimento delle cellule T. In seguito i macrofagi avviano la fase dove l'organo viene danneggiato.
Tale azione in definitiva coinvolge tre parti del corpo specifiche: la cute, l'intestino (il più colpito) e il fegato.